# Agorius cinctus
Agorius cinctus är en spindelart som beskrevs av Simon 1901. Agorius cinctus ingår i släktet Agorius och familjen hoppspindlar. Inga underarter finns listade i Catalogue of Life.